# 布尔 (上马恩省)
布尔（法語：Bourg，法語發音：[buʁ] ⓘ）是法国上马恩省的一个市镇，属于朗格勒区。

## 地理
布尔（47°47'40"N, 5°18'41"E）面积7.23 平方千米，位于法国大東部大區上马恩省，该省份为法国东北部内陆省份，北起马恩省和默兹省，西接奥布省，西南接科多尔省，东南接上索恩省，东临孚日省。
与布尔接壤的市镇（或旧市镇、城区）包括：隆若-佩尔塞、布雷讷、科翁、圣若姆。

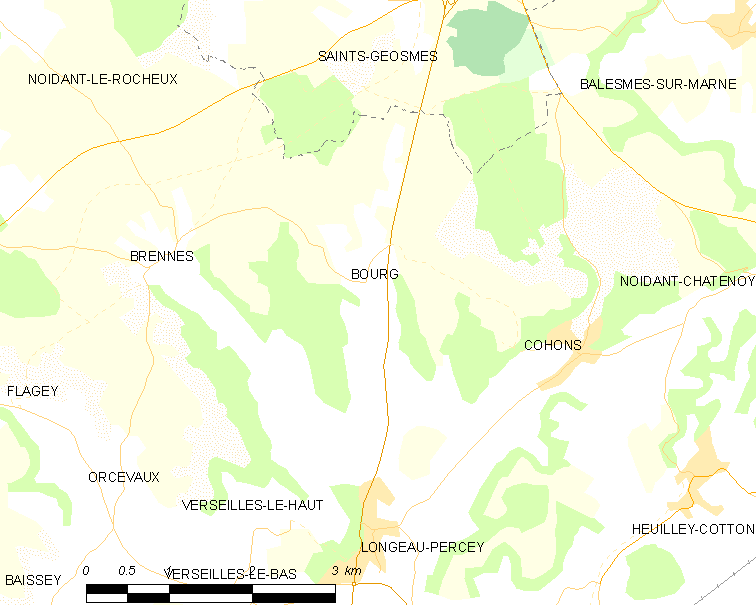
的OSM定位图

布尔的时区为UTC+01:00、UTC+02:00（夏令时）。

## 行政
布尔的邮政编码为52200，INSEE市镇编码为52062。

## 政治
布尔所属的省级选区为维勒居西安勒拉克县。

## 人口

1962-2008年间人口变化图示

布尔于2022年1月1日时的人口数量为169人。